# Answear
Answear – sklep internetowy znany również jako Answear.com, prowadzony przez Answear.com SA,  oferujący ubrania, obuwie i dodatki w dwunastu krajach: Polsce, Ukrainie, Czechach, Słowacji, Rumunii, Bułgarii, Grecji, Chorwacji, Słowenii, we Włoszech oraz na Węgrzech i Cyprze. 
Witrynę answear.com odwiedza miesięcznie ponad 21 milionów osób (2021 r.).  Sklep oferuje dodatkowo usługę stylisty.

## Historia
Answear.com powstał w grudniu 2010 roku w Polsce, oficjalne otwarcie odbyło się w lutym 2011 roku.

Kraje, w których działa Answear

W 2012 r. sklep uruchomił swój program lojalnościowy: AnswearClub, który był jednym z pierwszych tego typu w branży fashion. W 2013 r. fundusz inwestycyjny MCI Venture Capital zainwestował w rozwój sklepu obejmując mniejszościowy pakiet udziałów firmy. W kolejnych latach Answear rozpoczął ekspansję w krajach Europy Środkowo-Wschodniej. W kwietniu 2014 r. otworzył swój sklep internetowy w Czechach, a następnie, w czerwcu tego samego roku, na Słowacji. W lipcu 2015 r. otwarty został sklep internetowy na Ukrainie, a w listopadzie 2015 r. w Rumunii. W 2016 r. Answear.com zaczął działać na Węgrzech. Pod koniec 2018 r. sklep wkroczył na rynek bułgarski, z kolei w 2021 r. otworzył się w Grecji i Chorwacji i na Cyprze. W 2022 r. wszedł na rynek słoweński. W listopadzie 2023r. Answear.com rozpoczął działalność we Włoszech. Jest to 12 rynek, na którym działa i pierwszy w Europie Zachodniej. 
W lipcu 2019 r. miała miejsce przeprowadzka całego magazynu z dotychczasowej siedziby w Skawinie do nowej przestrzeni w Kokotowie k. Krakowa.
We wrześniu 2020 r. Answear.com złożył Prospekt Emisyjny do zatwierdzenia przez Komisję Nadzoru Finansowego i ogłosił plany debiutu na giełdzie. W grudniu spółka przeprowadziła Ofertę Publiczną o łącznej wartości przeszło 80 mln zł. 8 stycznia 2021 r. akcje Answear zadebiutowały na głównym parkiecie GPW w Warszawie, a ich kurs na otwarciu wzrósł o 19,6% względem ceny emisyjnej. 
W 2023 r. Answear ogłosił przejęcie marek Sneakerstudio oraz PRM, rozszerzając swoją działalność o nową grupę klientów i segment premium sneakers & streetwear. W kwietniu 2024 r. otworzył pierwszy concept store marki. W 2024 r. Answear otworzył również concept store w warszawskiej Fabryce Norblina.

Answear ma na swoim koncie współpracę z celebrytami, aktorkami, artystami, modelami (m.in. Mają Sablewską, Patricią Kazadi, Julią Wieniawą, Honoratą Skarbek, Gabi Drzewiecką, Joanną Opozda, Aleksandrem Milwiw-Baronem, Katarzyną Sienkiewicz) oraz infuencerami (m.in. Kamilem Pawelskim, znanym jako Ekskluzywny Menel, Kasią Tusk, Anną Skórą z bloga What Anna Wears oraz Jessicą Mercedes).

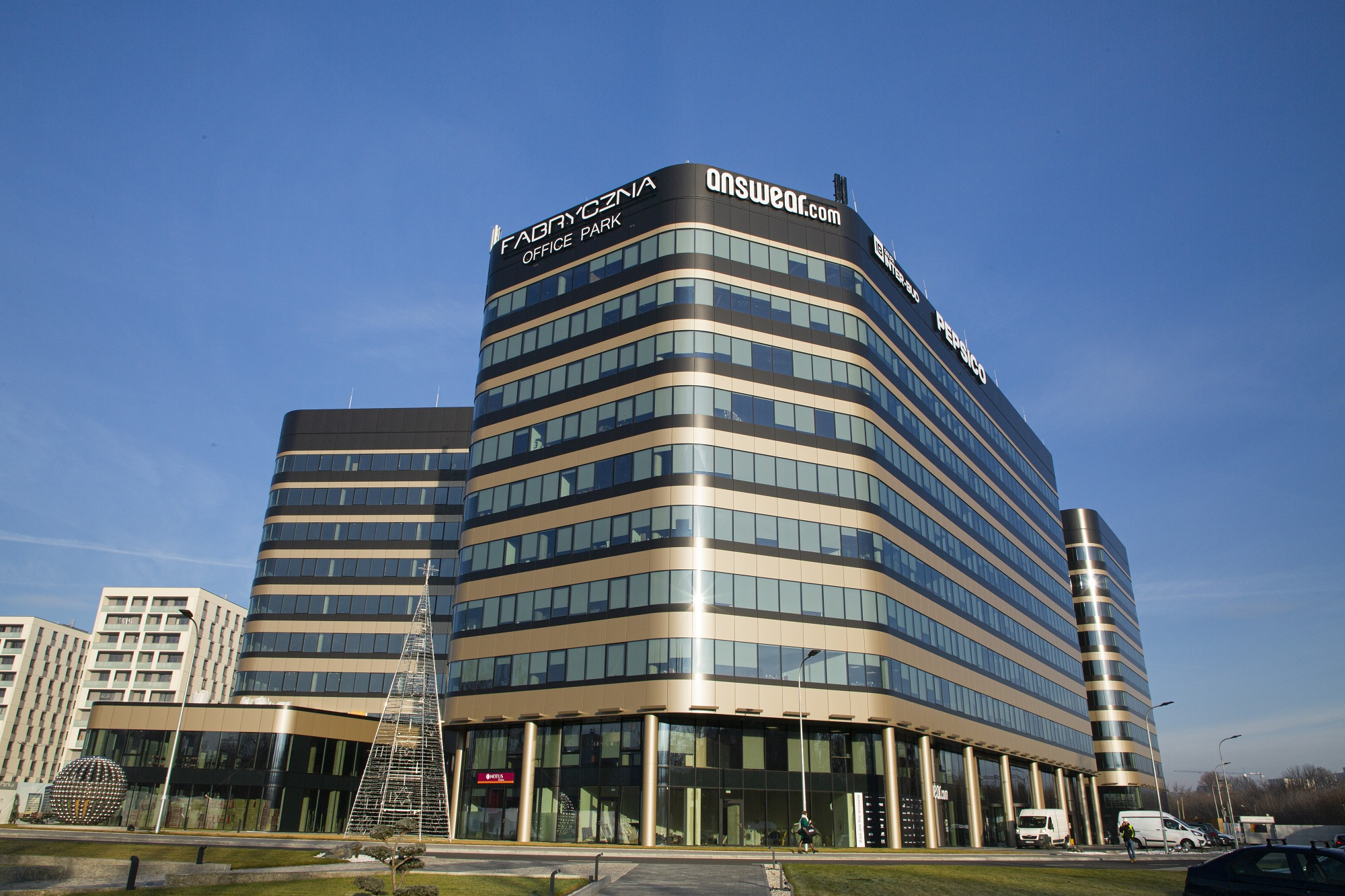
Centrala Answear i Punkt Odbioru w Krakowie